# Kazumi Tsubota
Kazumi Tsubota (坪田 和美, Tsubota Kazumi) est un footballeur japonais né le 23 janvier 1956 dans la préfecture de Nagasaki au Japon.